# Adélard de Babenberg
 (octobre 2024).
Si vous disposez d'ouvrages ou d'articles de référence ou si vous connaissez des sites web de qualité traitant du thème abordé ici, merci de compléter l'article en donnant les références utiles à sa vérifiabilité et en les liant à la section « Notes et références ».
Adélard, mort en 902 ou 903[réf. souhaitée], était un membre de la dynastie des Popponides (l'ancienne maison de Babenberg) en Franconie, fils de Henri Ier († 886), margrave en Frise, et de Judith (Ingeltrude), possiblement une fille du margrave Évrard de Frioul et petite-fille de l'empereur Louis le Pieux.
Comte en Franconie, il meurt au cours de la querelle sanglante des Babenberg avec la dynastie des Conradiens. En 902, les deux parties se sont affrontées dans une bataille aux portes du cháteau de Bamberg où Adélard a été vaincu et arrêté. Selon les chroniques de Réginon de Prüm, son adversaire Gebhard veut se venger et le fit exécuter après la Diète de Forchheim l'année suivante.